# 尿道
尿道（にょうどう、英: urethra）は、哺乳類の泌尿器に分類される器官の一つで、尿が膀胱から体外へ排泄されるときに通る管の名称である。男性の場合は膀胱の出口で精管が接続されており、射精時には精子を含む精液を運ぶ管にもなるので生殖器でもある。

## 概要
ヒトの場合は、骨盤内にある膀胱から恥骨結合の下を通って外陰部へと続く。女性では膣前庭に開口するが、男性では膀胱を出ると前立腺の中心を貫通し、陰茎内部の尿道海綿体を通って、陰茎亀頭先端に開口する。そのため、男性と女性とで尿道の形状が大きく異なる。
男性の尿道は成人で16から20cmの長さがあり、尚且つ細いのが特徴。一方で女性の尿道は太く、長さは3から4cmと男性よりもかなり短い。これに加え、尿道の開口部が肛門に近く、雑菌が侵入しやすいこともあり、女性のほうが尿路感染症を起こしやすいといわれる。加えて、外性器の構造上男性よりも排尿時に水滴が付着しやすく、また男性のようにこれを振り落とすことが不可能なため、男子とは異なり幼い頃から排尿後にトイレットペーパー等で局部を拭うよう躾ける必要がある。
尿道周囲には尿道括約筋があり、尿が膀胱を出たあとに筋肉が発達して内部の尿の通行を妨げる。この筋肉は随意筋で、意識的に尿を我慢するときに用いられる。膀胱の容量に顕著な男女差は存在しないが、女子の方が尿道が短い分尿道括約筋が弱い傾向にあるため、男子より尿意を感じやすく、頻尿になりやすい傾向が(特に膀胱容量が小さい未就学児で顕著に)見られる。尿意が切迫し、便所まで間に合わず緊急避難的に野外で排尿した場合、女子はトイレットペーパーが使用できないために局部に付着した残尿を除去できない。このため、男子とは異なり性器や下着が不衛生な状態を招き、尿路感染症のリスクが高まってしまう。これを防ぐために、やむを得ず野外で排尿してしまった場合にはあらかじめ持参したティッシュペーパーを使用して局部を拭く女性・女児も多い。
尿道の壁の構造は、内側に粘膜があり、外側には主に2層の平滑筋が存在するのが基本であるが、男性の尿道海綿体内では平滑筋層は明確ではない。尿道内部の壁の潤滑剤としての粘液を分泌する尿道腺と呼ばれる小型の分泌腺が多数存在し、尿道の内壁を湿らせている。内側の粘膜は、女性の場合は膀胱のごく近くでは膀胱と同じ移行上皮であるが、それ以外のほとんどは重層扁平上皮である。男性の場合は膀胱の近くでは移行上皮、その後、前立腺内を通るときは前立腺の上皮と同様の多列円柱上皮となり、陰茎内では独特の重層円柱上皮、亀頭部で重層扁平上皮と、様々に形を変える。